# Persone di nome Giovanni/Senza attività specificata
| Questa pagina contiene informazioni ricavate automaticamente dalle voci biografiche con l'ausilio del template Bio e di un bot. L'aggiornamento è periodico e automatico e ricostruisce completamente la pagina. Se manca una persona in questa lista, sei pregato di non aggiungerla, ma accertati piuttosto che la sua voce biografica contenga il template Bio e che i dati anagrafici siano correttamente compilati. Se il template Bio manca, inseriscilo tu stesso o, in alternativa, metti l'avviso {{tmp\|Bio}} che ne segnala la mancanza. Se i dati riportati sono sbagliati, correggi direttamente la voce biografica; le modifiche saranno visibili in questa lista entro pochi giorni. Per chiarimenti vedi il progetto antroponimi. La lista contiene solo le 143 persone che sono citate nell'enciclopedia e per le quali è stato implementato correttamente il template Bio. Pagina aggiornata al 6 ago 2025. |

Questa è una lista di persone presenti nell'enciclopedia che hanno il nome Giovanni e sono senza attività specificata.

## A(1)
- Giovanni Battista Andreoni, cantante castrato italiano (Lucca, n. 1720 - Lucca, † 1797)

## B(5)
- Girolamo Bacchini, cantante castrato, compositore e religioso italiano (Mantova - Mantova)
- Giovanni Bindi, cantante castrato italiano (Dresda, † 1750)
- Giovanni II di Borbone, duca (n. 1426 - Moulins, † 1488)
- Giovanni VIII di Borbone-Vendôme, conte (n. 1428 - Lavardin, † 1477)
- Giovanni di Borgogna-Borbone, conte (n. 1231 - Moulins, † 1268)

## C(8)
- Giovanni Carestini, cantante castrato italiano (Filottrano, n. 1700 - Bologna, † 1759)
- Giovanni Cesari, cantante castrato italiano (Frosinone, n. 1843 - Roma, † 1904)
- Perkeo, giullare austriaco (Salorno, n. 1702 - † 1735)
- Giovanni Ducas, bizantino
- Giovanni Corridori, effettista italiano (Roma, n. 1939 - Roma, † 2023)
- Giovanni II Crispo, duca
- Giovanni III Crispo, duca († 1494)
- Giovanni IV Crispo, duca (n. 1499 - † 1564)

## D(24)
- Giovanni IV d'Amboise, francese (n. 1440 - † 1516)
- Anichino di Bongardo, tedesco (Bongard - † 1375)
- Giovanni d'Avesnes, conte (Houffalize, n. 1218 - Valenciennes, † 1257)
- Giovanni Maria D'Erme, iranista italiano (Cori, n. 1935 - Roma, † 2011)
- Giovanni Cristiano di Brieg, duca (Oława, n. 1591 - Osterode in Ostpreußen, † 1639)
- Giovanni Guglielmo di Sassonia-Jena, duca tedesco (Jena, n. 1675 - Jena, † 1690)
- Giovanni Ludovico di Saluzzo, marchese italiano (Saluzzo, n. 1496 - Beaufort-en-Vallée, † 1563)
- Giovanni d'Orléans, francese (Parigi, n. 1874 - Larache, † 1940)
- Johann Eustach von Westernach, tedesco (n. 1545 - Mergentheim, † 1627)
- Giovanni Federico Alessandro di Wied-Neuwied, conte (Seeburg, n. 1706 - Neuwied, † 1791)
- Giovanni del Palatinato-Neumarkt, conte (Neunburg vorm Wald, n. 1383 - Kastl, † 1443)
- Giovanni Carlo di Borbone-Spagna, spagnolo (Madrid, n. 1822 - Trieste, † 1887)
- Giovanni I di Borbone-La Marche, conte (n. 1344 - Vendôme, † 1393)
- Giovanni di Brunswick-Lüneburg, duca (n. 1242 - Braunschweig, † 1277)
- Giovanni I di Empúries, conte (n. 1338 - Castellví de Rosanes, † 1398)
- Giovanni Ernesto di Hanau-Münzenberg-Schwarzenfels, conte tedesco (Schwarzenfels, n. 1613 - Hanau, † 1642)
- Giovanni di Hohenzollern-Sigmaringen, conte (Sigmaringen, n. 1578 - Monaco di Baviera, † 1638)
- Giovanni Adolfo di Holstein-Gottorp, duca (Castello di Gottorf, n. 1575 - Schleswig, † 1616)
- Giovanni Guglielmo di Jülich-Kleve-Berg, duca (Kleve, n. 1562 - † 1609)
- Giovanni Alberto I di Meclemburgo-Schwerin, duca tedesco (Güstrow, n. 1525 - Schwerin, † 1576)
- Giovanni II di Monaco, monegasco (Monaco, n. 1468 - Monaco, † 1505)
- Giovanni I di Monaco, monegasco (Monaco, n. 1382 - Monaco, † 1454)
- Giovanni VII di Nassau-Siegen, conte tedesco (Dillenburg, n. 1561 - Siegen, † 1623)
- Giovanni di Valois, duca francese (Vincennes, n. 1340 - Parigi, † 1416)

## F(4)
- Claudio Fava, ex politico, giornalista e sceneggiatore italiano (Catania, n. 1957)
- Gianni Fava, ex politico e imprenditore italiano (Viadana, n. 1968)
- Giovanni I della Frisia orientale, conte (n. 1506 - Emden, † 1572)
- Giovanni II della Frisia orientale, conte (Aurich, n. 1538 - Castello di Stickhausen, † 1591)

## G(54)
- Giovanni Garbagnate, italiano (n. 1426 - † 1482)
- Giovanni I di Napoli, duca
- Giovanni Ducas, bizantino († 1088)
- Giovanni Federico di Württemberg, duca (Mömpelgard, n. 1582 - Heidenheim an der Brenz, † 1628)
- Giovanni Federico di Brunswick-Lüneburg, duca (Herzberg am Harz, n. 1625 - Augusta, † 1679)
- Giovanni II di Lorena, duca francese (Nancy, n. 1424 - Barcellona, † 1470)
- Giovanni Casimiro di Sassonia-Coburgo, duca (Gotha, n. 1564 - Coburgo, † 1633)
- Giovanni Ernesto di Sassonia-Eisenach, duca tedesco (Gotha, n. 1566 - Eisenach, † 1638)
- Giovanni Giorgio I di Sassonia-Eisenach, duca tedesco (Weimar, n. 1634 - Eckhartshausen, † 1686)
- Giovanni VII di Meclemburgo-Schwerin, duca tedesco (Güstrow, n. 1558 - Burg Stargard, † 1592)
- Giovanni VI di Nassau-Dillenburg, conte olandese (Dillenburg, n. 1536 - Dillenburg, † 1606)
- Giovanni I di Nassau-Weilburg, conte tedesco (n. 1309 - † 1371)
- Giovanni Ernesto II di Sassonia-Weimar, duca tedesco (Weimar, n. 1627 - Weimar, † 1683)
- Giovanni Alberto II di Meclemburgo-Güstrow, duca (Waren, n. 1590 - Güstrow, † 1636)
- Giovanni di Gravina, conte italiano (n. 1294 - Napoli, † 1336)
- Giovanni di Thurn und Taxis, tedesco (Ratisbona, n. 1926 - Monaco di Baviera, † 1990)
- Giovanni Adolfo I di Sassonia-Weissenfels, duca (Halle, n. 1649 - Weißenfels, † 1697)
- Giovanni I d'Alvernia, conte francese (Compiègne, † 1386)
- Giovanni di Bretagna, conte (Bretagna, † 1334)
- Giovanni I di Meclemburgo-Stargard, duca (Schwerin, n. 1326 - Stargard)
- Giovanni II di Meclemburgo-Stargard, duca (Schwerin - Sternberg)
- Giovanni da Cermenate,  e notaio italiano (Milano)
- Giovanni III di Napoli, duca (Napoli, † 968)
- Giovanni IV di Napoli, duca (Napoli, n. 977 - Napoli, † 1004)
- Giovanni da Tufara, italiano (Tufara, n. 1084 - Gualdo Mazzocca, † 1170)
- Giovanni VII di Costantinopoli, bizantino
- Giovanni Maurizio di Nassau-Siegen, conte tedesco (Dillenburg, n. 1604 - Kleve, † 1679)
- Giovanni II di Gaeta, duca bizantino († 963)
- Giovanni IV di Gaeta, duca bizantino († 1012)
- Giovanni III di Gaeta, duca bizantino
- Giovanni VI di Meclemburgo, duca tedesco (n. 1439 - Kulmbach, † 1474)
- Giovanni II di Napoli, duca († 919)
- Giovanni II d'Alvernia, conte francese († 1404)
- Giovanni di Kleve, conte († 1368)
- Giovanni l'Orfanotrofo, bizantino (Paflagonia, n. 1000 - Lesbo, † 1043)
- Giovanni II di Oświęcim, duca († 1376)
- Giovanni III di Oświęcim, duca († 1405)
- Giovanni II di Amalfi, duca italiano (Amalfi - Amalfi, † 1069)
- Giovanni VI di Napoli, duca italiano († 1120)
- Giovanni I di Bretagna, francese (Dreux, n. 1217 - Château de L'Isle, † 1286)
- Giovanni I di Namur, marchese (n. 1267 - Parigi, † 1330)
- Giovanni I di Kleve, duca (n. 1419 - † 1481)
- Giovanni I di Lorena, duca francese (n. 1346 - Parigi, † 1390)
- Giovanni II di Namur, marchese (n. 1311 - † 1335)
- Giovanni IV di Baviera, duca tedesco (Monaco di Baviera, n. 1437 - Monaco di Baviera, † 1463)
- Giovanni IV di Meclemburgo-Schwerin, duca (Schwerin, † 1422)
- Giovanni Federico II di Sassonia, duca tedesco (Torgau, n. 1529 - Steyr, † 1595)
- Giovanni (Betsaida - Efeso)
- Giovanni I di Brabante, duca (Bruxelles, n. 1253 - Bar-le-Duc, † 1294)
- Giovanni II di Brabante, duca (n. 1275 - Tervuren, † 1312)
- Giovanni III di Brabante, duca (Bruxelles, † 1355)
- Giovanni IV di Brabante, duca (Arras, n. 1403 - Bruxelles, † 1427)
- Giovanni Francesco Grossi, cantante castrato italiano (Chiesina Uzzanese, n. 1653 - Malalbergo, † 1697)
- Giovanni II di Nevers, conte (Clamecy, n. 1415 - Nevers, † 1491)

## H(3)
- Giovanni Reinardo I di Hanau-Lichtenberg, conte tedesco (Bitche, n. 1569 - Lichtenberg, † 1625)
- Giovanni Reinardo III di Hanau-Lichtenberg, conte tedesco (Rheinau, n. 1665 - Hanau, † 1736)
- Giovanni Giorgio di Hohenzollern-Hechingen, conte (Hechingen, n. 1577 - Hechingen, † 1623)

## L(1)
- Giovanni Lucchi, archettaio italiano (Cesena, n. 1942 - Cremona, † 2012)

## M(9)
- Giovanni Gualberto Magli, cantante castrato italiano (Firenze - Firenze, † 1625)
- Giovanni Maistri, allenatore di rugby a 15 e rugbista a 15 italiano (Roma, n. 1992)
- Giovanni Battista Mancini, cantante castrato italiano (Ascoli Piceno, n. 1714 - Vienna, † 1800)
- Giovanni Manzuoli, cantante castrato italiano (Firenze - Firenze, † 1782)
- Giovanni Maver, slavista italiano (Isola di Curzola, n. 1891 - Roma, † 1970)
- Giovanni III di Meclemburgo-Stargard, duca (Stargard, n. 1389 - Stargard)
- Giovanni di Piero de' Medici, italiano (Firenze)
- Giovanni Melodia, italiano (Messina, n. 1915 - Roma, † 2003)
- Giovanni Mezzani, ex tiratore a segno italiano (Pistoia, n. 1952)

## O(1)
- Giovanni d'Epiro, conte (n. 1300 - † 1335)

## P(10)
- Giovanni II del Monferrato, marchese (n. 1321 - † 1372)
- Giovanni III del Monferrato, marchese (n. 1362 - † 1381)
- Giovanni IV del Monferrato, marchese (n. 1412 - † 1464)
- Giovanni Giorgio del Monferrato, marchese (Trino, n. 1488 - Casale Monferrato, † 1533)
- Giovanni Cristiano del Palatinato-Sulzbach, duca tedesco (Sulzbach, n. 1700 - Sulzbach, † 1733)
- Giovanni Casimiro del Palatinato-Zweibrücken-Kleeburg, conte (Zweibrücken, n. 1589 - Castello di Stegeborg, † 1652)
- Giovanni Perugini, ex pentatleta italiano (Città di Castello, n. 1945)
- Giovanni Plantageneto, I duca di Lancaster, conte (Gent, n. 1340 - Leicester, † 1399)
- Giovanni Plantageneto, conte inglese (Arundel, n. 1330 - † 1352)
- Giovanni Federico di Pomerania, duca (Wolgast, n. 1542 - Wolgast, † 1600)

## R(2)
- Giovanni Battista Rangoni, marchese, letterato e musicologo italiano
- Giovanni da Raude

## S(14)
- Giovanni I di Sassonia-Lauenburg, duca (Germania, n. 1249 - Wittenberg, † 1285)
- Giovanni V di Sassonia-Lauenburg, duca (Ratzeburg, n. 1439 - Ratzeburg, † 1507)
- Giovanni Federico I di Sassonia, tedesco (Torgau, n. 1503 - Weimar, † 1554)
- Giovanni Battista Sales, burattinaio italiano (Torino, n. 1773 - Torino, † 1849)
- Giovanni I Sanudo, duca († 1362)
- Giovanni Ernesto di Sassonia-Coburgo-Saalfeld, duca (Gotha, n. 1658 - Saalfeld, † 1729)
- Giovanni Guglielmo di Sassonia-Eisenach, duca (Friedewald, n. 1666 - Eisenach, † 1729)
- Giovanni di Sassonia-Weimar, duca (Weimar, n. 1570 - Weimar, † 1605)
- Giovanni Ernesto I di Sassonia-Weimar, duca tedesco (Altenburg, n. 1594 - Martin, † 1626)
- Giovanni Guglielmo di Sassonia-Weimar, duca tedesco (Torgau, n. 1530 - Weimar, † 1573)
- Giovanni Ernesto III di Sassonia-Weimar, duca tedesco (Weimar, n. 1664 - Weimar, † 1707)
- Giovanni Giorgio di Sassonia-Weissenfels, duca (Halle, n. 1677 - Weissenfels, † 1712)
- Giovanni Günther I di Schwarzburg-Sondershausen, conte (Sondershausen, n. 1532 - Arnstadt, † 1586)
- Giovanni Senzani, ex brigatista italiano (Forlì, n. 1942)

## T(4)
- Giovanni Battista Tasso, italiano (Camerata Cornello - Venezia, † 1616)
- Giovanni Teutonico († 1245)
- Giovanni Torchitorio V (Santa Igia, † 1256)
- Giovanni Tranquilli, italiano (Ascoli Piceno, n. 1827 - Ascoli Piceno, † 1923)

## V(3)
- Giovanni II di Berry, conte francese (n. 1363 - † 1401)
- Giovanni Battista Velluti, cantante castrato italiano (Montolmo, n. 1780 - Sambruson, † 1861)
- Giovanni Maria Visconti, duca (Abbiategrasso, n. 1388 - Milano, † 1412)